# Ouled Driss
Ouled Driss (em árabe: أولاد ادريس) é uma comuna localizada na província de Souk Ahras, Argélia. De acordo com o censo de 2008, a população total da cidade era de 11 303 habitantes.